# Petur Knudsen
Petur Knudsen (født 21. april 1998) er en færøsk fodboldspiller, der spillede for El Paso Locomotive FC og for Færøernes fodboldlandshold.

## Karriere

### Klub
Knudsen har spillet for NSÍ Runavík det meste af sin fodboldkarriere. I 2021 blev han hentet af den danske klub Lyngby Boldklub som på daværende tidspunkt spillede i NordicBet Liga.

### Landshold
Knudsen fik landsholdsdebut for Færøerne den 28. marts 2021 på udebane i en VM 2022 kvalifikationskamp mod Østrig, der endte med et 3–1 nederlag.

## Privatliv
Knudsen er søn af tidligere landsholdsspiller, Jens Martin Knudsen.

## Hæder
NSÍ
- Færøernes pokalturnering (Løgmanssteypið): 2017[4]

Individuel
- Årets fodboldspiller (Færøerne): 2020[5]
- Årets unge fodboldspiller i færøsk fodbold: 2020[5]